# چارلی هونام
چارلز متیو هانم (انگلیسی: Charles Matthew Hunnam؛ زادۀ ۱۰ آوریل ۱۹۸۰) بازیگر انگلیسی است. او بیشتر برای ایفای نقش پیتر دانهام در خیابان سبز (۲۰۰۵) و جکس تلر در مجموعۀ تلویزیونی فرزندان آشوب (۲۰۱۴–۲۰۰۸) شناخته‌می‌شود که برای دومی دو بار نامزد دریافت جایزۀ گزینش منتقدان تلویزیون بهترین بازیگر مرد شده‌است.
هانم همچنین نقش اصلی در نیکلاس نیکلبی (۲۰۰۲)، رالی بکت در حاشیه اقیانوس آرام (۲۰۱۳)، الن مک‌مایکل در قله‌ای به رنگ خون (۲۰۱۵)، پرسی فاست در شهر گمشده زی (۲۰۱۶)، نقش اصلی در شاه آرتور: افسانه شمشیر (۲۰۱۷)، ویلیام «ایرون هد» میلر در مرز سه‌گانه (۲۰۱۹)، ریموند اسمیت در آقایان (۲۰۲۰) و کارآگاه چارلی والدو در آخرین نگاه‌ها (۲۰۲۲) را به تصویر کشیده‌است.

## اوایل زندگی
چارلز متیو هونام در ۱۰ آوریل ۱۹۸۰ در نیوکاسل اپون تاین به دنیا آمد. مادرش، یک رقصنده باله به نام جین بل بود که در تجارت نیز فعالیت می‌کرد. یکی از مادربزرگ‌های او نقاش پرتره بود. او یک برادر بزرگتر به نام ویلیام دارد و از سمت مادری دارای دو برادر ناتنی به نام‌های الیور و کریستین است.
در ۱۲ سالگی پدر و مادر او طلاق گرفتند و پس از ازدواج دوم مادرش، او به همراه خانواده‌اش به ملمربی، کامبریا نقل‌مکان کرد. هونام در نوجوانی با همکلاسی‌هایش دعوا می‌کرد که منجر به اخراج شدن او از مدرسه ملکه الیزابت گرامر در پنریث، کامبریا شد و مجبور شد تحصیلات خود را در خانه ادامه بدهد. مدتی بعد، هونام تصمیم گرفت به جای رفتن به دانشگاه، برای تحصیل هنرهای نمایشی به کالج هنر و طراحی کامبریا در کارلیزل برود. او در رشته نظریه و تاریخ فیلم با هدف کارگردانی و نویسندگی فارغ‌التحصیل شد.

## حرفه

### کارهای اولیه
هونام در ۱۷ سالگی، هنگامی‌که با برادرش در یکی از شعبه‌های ژی‌دی اسپورتس مشغول خرید کفش بود، توسط مدیر تولید سریال درام نوجوانانه بایکر گروو کشف شد و او را برای بازی در سه قسمت از سریال در نقش جیسون انتخاب کرد. اولین نقش مهم هونام، در ۱۸ سالگی و با بازی در نقش ناتان مالونی در مجموعۀ درام به عجیبی مردم که توسط راسل تی دیویس برای کانال ۴ ساخته شده‌بود، اتفاق افتاد. سپس او به ایالات متحده نقل‌مکان کرد. هونام حرفۀ خود را با بازی در نقش گرگور رایدر در مجموعۀ آمریکایی‌های جوان ادامه داد و در سیتکام اعلام‌نشده در نقش لوید ظاهر شد. علی‌رغم تحسین گستردۀ منتقدان، این سریال پس از یک فصل لغو شد. سپس او در فیلم‌های موفق نیکولاس نیکلبی (۲۰۰۲) و کوهستان سرد (۲۰۰۳) به ایفای نقش پرداخت. هونام اعلام کرد که قصد ندارد به سادگی هر نقشی را که پیشنهاد می‌شود، قبول کند و گفت: «من ۶۰ سال وقت دارم تا پول دربیاورم اما انتخاب‌هایی که تا پنج سال آینده انجام می‌دهم، مسیر حرفۀ من را مشخص می‌کنند‌.» این تصمیم او منجر به بازگشت او به بریتانیا برای ایفای نقش اصلی خیابان سبز (۲۰۰۵) شد. هونام اعلام کرد که نقش او در فرزندان انسان (۲۰۰۶) آخرین قسمت از «سه‌گانۀ مردان دیوانه» او بود: «من در کوهستان سرد نقش یک روانی را بازی کردم، شخصیت من در خیابان سبز تقریباً دیوانه است و اکنون این نقش را بازی می‌کنم.»

### ۲۰۱۲–۲۰۰۸

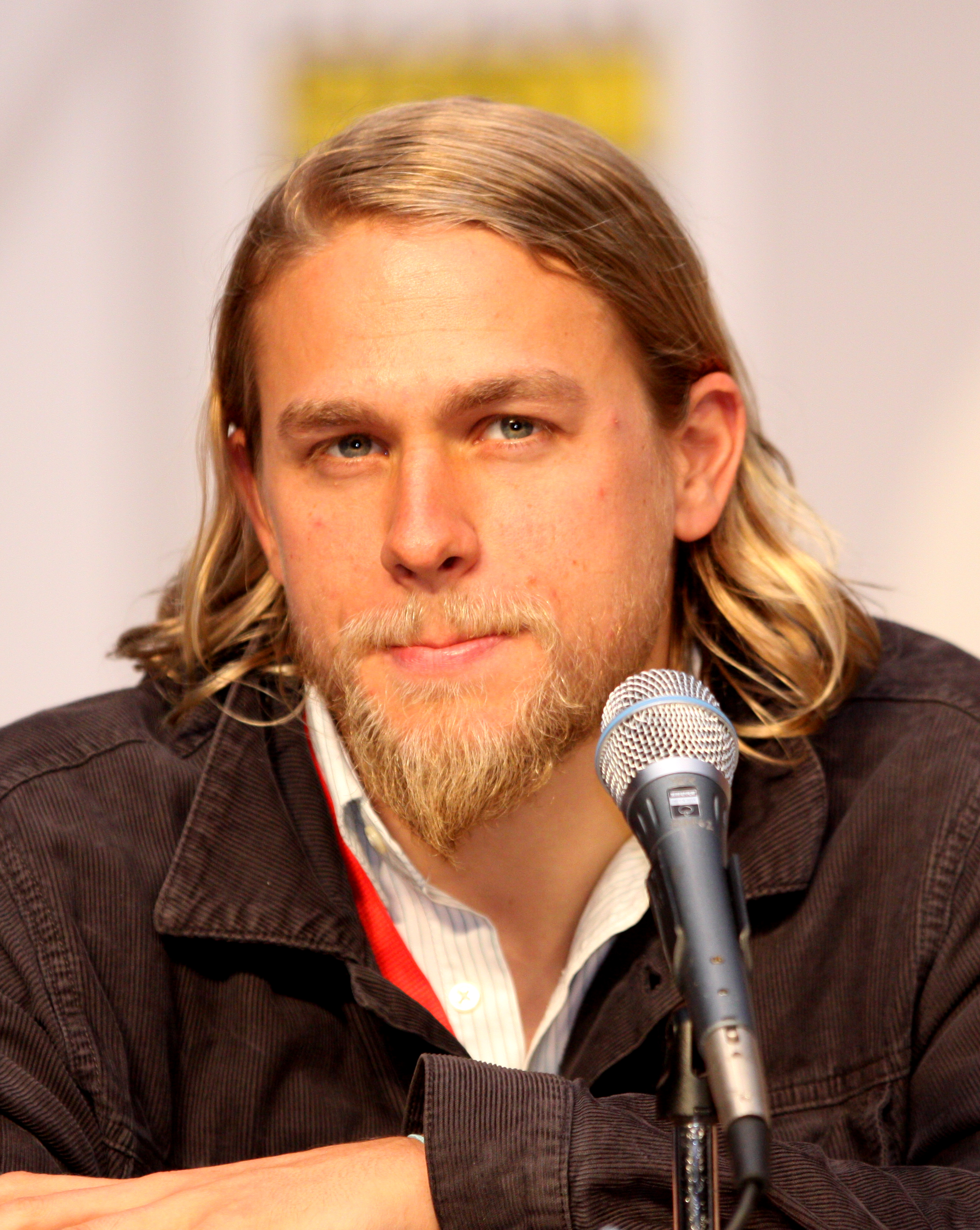
هونام در ژوئیه ۲۰۱۰

از سال ۲۰۰۸ تا ۲۰۱۲، او در نقش جکسون «جکس» تلر، یکی از اعضای اصلی باند موتورسوار، در مجموعۀ تلویزیونی فرزندان آشوب ظاهر شد. هونام برای بهتر به تصویر کشیدن این نقش، مدتی را با یک باند موتورسوار در اوکلند، کالیفرنیا گذراند. او با عضو ۲۲ ساله‌ای که تمام عمر خود را در کلوپ گذرانده‌بود، ملاقات کرد و از او الهام گرفت. کورت ساتر، سازندۀ سریال، پس از مشاهده بازی هونام در خیابان سبز، او را برای این نقش انتخاب کرد. بازی هونام و تصویر او از شخصیت جکس تلر با استقبال مثبت منتقدان مواجه شد و نزول شخصیت او به یک ضدقهرمان و شرور «درخشان و تکان‌دهنده» توصیف شد. او برای هنرنمایی خود، نامزد دریافت جایزۀ گزینش منتقدان تلویزیون، جایزۀ ستلایت و جایزۀ پان-آمریکایی انجمن روزنامه‌نگاران فیلم و تلویزیون شد.
هونام در سال ۲۰۱۱، نقش گاوین نیکولز را در درام هیجان‌انگیز و فلسفی لبه اثر متیو چپمن به تصویر کشید.

### ۲۰۱۳–اکنون

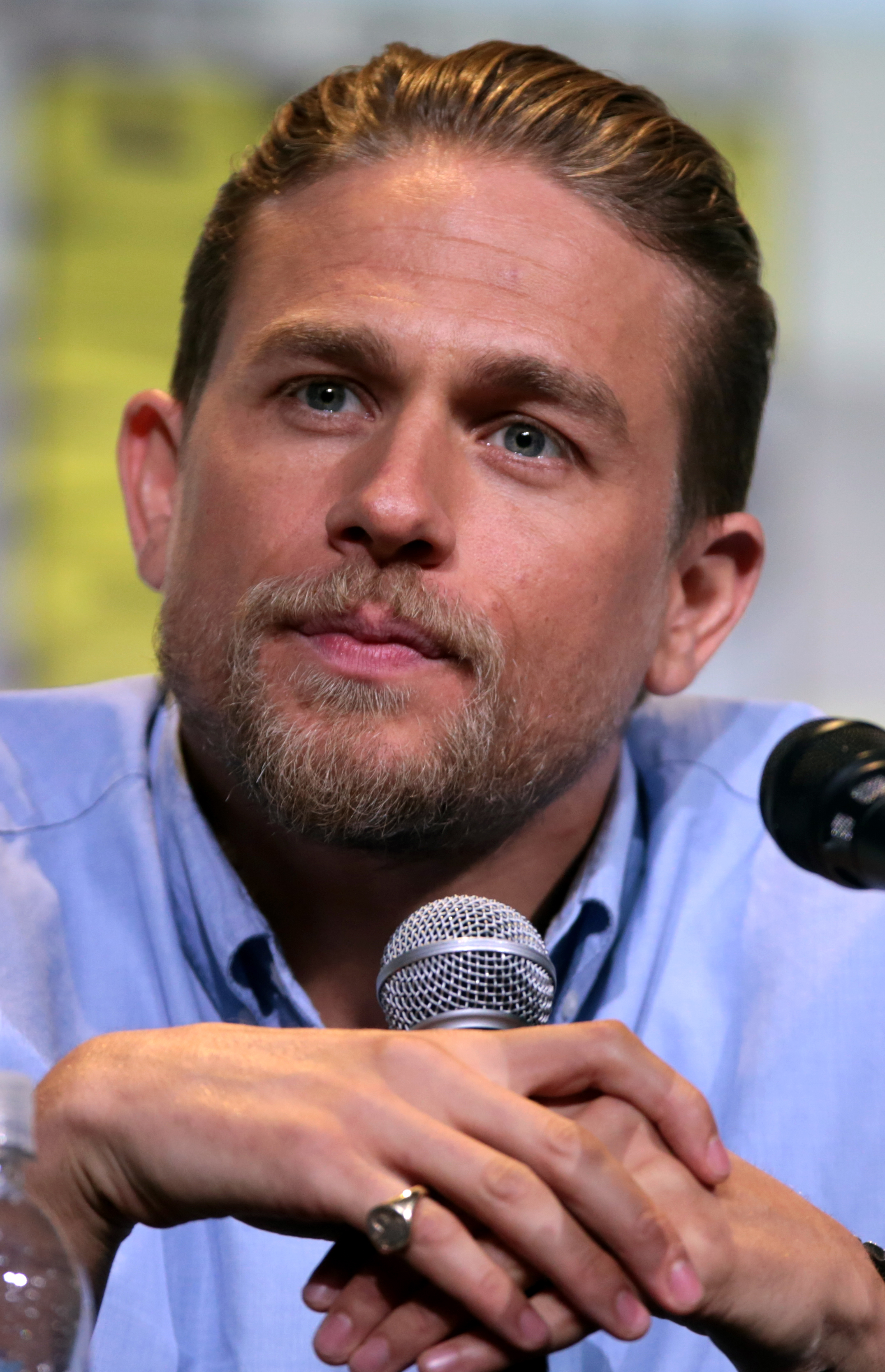
هونام در کامیک-کان سن دیگو ۲۰۱۶

هونام در حاشیه اقیانوس آرام ساختۀ گیرمو دل تورو در نقش رالی بکت به ایفای نقش پرداخت که در ژوئیه ۲۰۱۳ منتشر شد و ۴۱۱ میلیون دلار در سراسر جهان فروش داشت. در ۲ سپتامبر ۲۰۱۳، اعلام شد که هونام نقش کریستین گری را در فیلم اقتباسی پنجاه طیف خاکستری ایفا خواهد کرد. در ۱۲ اکتبر ۲۰۱۳، یونیورسال پیکچرز اعلام کرد که هونام به دلیل تضاد با برنامۀ مجموعۀ فرزندان آشوب از فیلم کناره‌گیری کرده‌است.
در سال ۲۰۱۴، هونام همراه با میا واشیکوفسکا، تام هیدلستون و جسیکا چستین در فیلم قله‌ای به رنگ خون ظاهر شد. پس از حاشیه اقیانوس آرام این فیلم دومین همکاری هونام با گیرمو دل تورو محسوب می‌شود. در سال ۲۰۱۶، او نقش پرسی فاست را در درام ماجراجویانه شهر گمشده زی به کارگردانی جیمز گری ایفا کرد که در جشنواره فیلم نیویورک ۲۰۱۶ به نمایش درآمد و در آوریل ۲۰۱۷ اکران رسمی خود را آغاز کرد. در سال‌های ۲۰۱۷ و ۲۰۱۹، او در فیلم‌های شاه آرتور: افسانه شمشیر و آقایان که هر دو ساخته گای ریچی بودند، به ایفای نقش پرداخت. 

## زندگی شخصی
هونام ، کاترین تون، دختر رابرت تاون، فیلم‌ساز آمریکایی، را در سال ۱۹۹۹ درحالی ملاقات کرد که هردو برای تست نقش‌هایی در سریال نهر داوسان رفته‌بودند. بعد از سه هفته قرار گذاشتن، آنها در لاس وگاس ازدواج کردند. این زوج در سال ۲۰۰۲ طلاق گرفتند. او بعدها با سوفی دال، مدل انگلیسی، استلا پارکر و جورجینا تاونزلی، تهیه‌کننده فیلم، قرار گذاشت. هونام از سال ۲۰۰۵، با طراح جواهر، مورگانا مک‌نلیس در رابطه است.
هونام مبتلا به دیسلکسیا است. در سال ۲۰۱۶، او تمرینات خود را در جوجیتسو برزیلی زیر نظر ریگان ماچادو آغاز کرد و در سال ۲۰۱۸، کمربند آبی خود را دریافت کرد.
در ۶ نوامبر ۲۰۲۰، هونام در برنامه جیمی کیمل لایو! اعلام کرد که در اوایل سال، نتیجهٔ آزمایش کووید ۱۹ او مثبت بوده‌است: «من فقط حس چشایی و بویایی‌ام را به مدت ۱۰ روز از دست داده‌بودم و کمی احساس خستگی داشتم.»

## فیلم‌شناسی

### فیلم
| سال  | عنوان                          | نقش                    | یادداشت |
| ---- | ------------------------------ | ---------------------- | ------- |
| ۲۰۰۲ | رهاندن                         | امبرلی لارکین          |         |
| ۲۰۰۲ | نیکلاس نیکلبی                  | نیکلاس نیکلبی          |         |
| ۲۰۰۳ | کوهستان سرد                    | بویس                   |         |
| ۲۰۰۵ | خیابان سبز                     | پیت دانهام             |         |
| ۲۰۰۶ | فرزندان انسان                  | پاتریک                 |         |
| ۲۰۱۱ | لبه                            | گاوین نیکولز           |         |
| ۲۰۱۲ | سقوط مرگبار                    | جی                     |         |
| ۲۰۱۳ | حاشیه اقیانوس آرام             | رالی بکت               |         |
| ۲۰۱۵ | قله‌ای به رنگ خون               | الن مک‌مایکل            |         |
| ۲۰۱۶ | شهر گمشده زی                   | پرسی فاست              |         |
| ۲۰۱۷ | شاه آرتور: افسانه شمشیر        | شاه آرتور              |         |
| ۲۰۱۸ | پاپیون                         | آنری شاریر             |         |
| ۲۰۱۹ | مرز سه‌گانه                     | ویلیام «ایرون هد» میلر |         |
| ۲۰۱۹ | تاریخچه حقیقی دار و دسته کلی   | گروهبان اونیل          |         |
| ۲۰۱۹ | آقایان                         | ریموند اسمیت           |         |
| ۲۰۲۱ | آخرین نگاه‌ها                   | چارلی والدو            |         |
| ۲۰۲۳ | ماه سرکش – قسمت اول: فرزند آتش | کای                    |         |

### تلویزیون
| سال       | عنوان            | نقش             | یادداشت           |
| --------- | ---------------- | --------------- | ----------------- |
| ۱۹۹۸      | بایکر گروو       | جیسون چاکل      | ۳ قسمت            |
| ۲۰۰۰–۱۹۹۹ | به عجیبی مردم    | ناتان مالونی    | ۱۰ قسمت           |
| ۲۰۰۰      | آمریکایی‌های جوان | گرگور رایدر     | ۳ قسمت            |
| ۲۰۰۲–۲۰۰۱ | اعلام‌نشده        | لوید هیث        | ۱۸ قسمت           |
| ۲۰۱۴–۲۰۰۸ | فرزندان آشوب     | جکسون «جکس» تلر | نقش اصلی؛ ۹۲ قسمت |
| ۲۰۲۲      | شانتارام         | لین فورد        | نقش اصلی          |

## جوایز و نامزدی‌ها

### فیلم
| سال                     | کار                | جایزۀ                        | دسته‌بندی                       | نتیجه    |
| ----------------------- | ------------------ | ---------------------------- | ------------------------------ | -------- |
| ۲۰۰۲                    | نیکلاس نیکلبی      | هیئت ملی بازبینی فیلم        | بهترین گروه بازیگران           | پیروز    |
| ۲۰۱۳                    | حاشیه اقیانوس آرام | جایزه هائودینگ               | بهترین بازیگر نوظهور بین‌المللی | پیروز    |
|                         | شهر گمشده زی       | جایزه بین‌المللی سینما آنلاین | بهترین بازیگر مرد              | نامزدشده |
| شاه آرتور: افسانه شمشیر | جایزه سینماکان     | بازیگر مرد سال               | پیروز                          |          |

### تلویزیون
| سال  | کار          | جایزۀ                                            | دسته‌بندی                                   | نتیجه    |
| ---- | ------------ | ------------------------------------------------ | ------------------------------------------ | -------- |
| ۲۰۱۲ | فرزندان آشوب | جایزه گزینش منتقدان تلویزیون                     | بهترین بازیگر مرد مجموعۀ تلویزیونی درام    | نامزدشده |
| ۲۰۱۳ | فرزندان آشوب | انجمن روزنامه‌نگاران فیلم و تلویزیون پان-آمریکایی | بهترین گروه بازیگران مجموعۀ تلویزیونی درام | نامزدشده |
| ۲۰۱۵ | فرزندان آشوب | جوایز برگزیده مردم                               | بازیگر مرد موردعلاقه تلویزیون              | نامزدشده |
| ۲۰۱۵ | فرزندان آشوب | جایزه ستلایت                                     | بهترین بازیگر مرد – مجموعۀ تلویزیونی درام  | نامزدشده |
| ۲۰۱۵ | فرزندان آشوب | جایزه گزینش منتقدان تلویزیون                     | بهترین بازیگر مرد مجموعۀ تلویزیونی درام    | نامزدشده |